# SISD
SISD (ang. Single Instruction, Single Data) – architektura klasycznego komputera sekwencyjnego, zawierającego jeden procesor i jeden blok pamięci operacyjnej. Ciąg instrukcji wykonywany jest sekwencyjnie. Architektura taka może zawierać również pewne elementy równoległości, jak np. przetwarzanie potokowe (ang. pipelining). Procesor może się składać z kilku jednostek przetwarzających, jednak wszystkie te jednostki podlegają jednej jednostce sterującej procesora. Również jeżeli komputer składa się z kilku procesorów, ale wykonują one niezależne od siebie programy, to możemy traktować go jako zestaw maszyn SISD.